# Jan Egil Storholt
Jan Egil Storholt (* 13. února 1949 Trondheim) je bývalý norský rychlobruslař.
V roce 1973 se zúčastnil prvního vícebojařského mistrovství světa, na kterém skončil na osmém místě. Roku 1975 dosáhl čtvrté příčky na Mistrovství Evropy. První medaili, bronzovou, získal na kontinentálním šampionátu 1976, o několik týdnů později vyhrál na Zimních olympijských hrách závod na 1500 m (další výsledky: 500 m – 28. místo, 5000 m – 9. místo, 10 000 m – 14. místo). Nejúspěšnější byly pro něj následující tři sezóny. V letech 1977 a 1979 vyhrál mistrovství Evropy, v roce 1978 byl třetí, zároveň ve všech třech letech si přivezl domů stříbrné medaile ze světových vícebojařských šampionátů. Další cenný kov získal na Mistrovství Evropy 1980, kde si dobruslil pro stříbro, a na Mistrovství světa ve víceboji 1981, kde vybojoval bronz. Startoval také na zimní olympiádě 1980, na kilometrové trati skončil sedmnáctý, na patnáctistovce šestý. Poslední závod, norský šampionát, absolvoval v roce 1982.